# 足羽進三郎
足羽 進三郎（あすわ しんざぶろう、1911年5月31日 - 1998年2月13日）は、日本の農学者・官僚・実業家。専門は協同組合論。北海道大学名誉教授・札幌学院大学名誉教授。生活協同組合コープさっぽろ会長。北海道札幌市出身。

## 来歴
- 1929年札幌一中卒
- 1936年北海道帝国大学農学部卒業
- 1936年宮崎県庁に入庁
- 1939年台北帝国大学専任講師
- 1946年北海道農会主事
- 1948年農林省北海道作物報告事務所課長
- 1952年（昭和27年）北海道大学農学部講師
- 1953年（昭和28年）同農学部助教授
- 1961年（昭和36年）同農学部教授
- 1962年 北海道大学より農学博士の学位を取得、学位論文の題は「農業協同組合の資本構造 」[2]。
- 1971年北海道大学農学部長。北海道大学生活協同組合理事長（1975年まで）
- 1975年北海道大学停年退官。同名誉教授。札幌商科大学商学部教授。北海道生協連会長
- 1977年札幌商科大学商学部長・学校法人明和学園理事
- 1979年同副理事長
- 1982年札幌商科大学学長（1983年に札幌学院大学と校名変更）
- 1988年札幌学院大学退職。同名誉教授[3]
- 1990年生活協同組合市民生協コープさっぽろ（現生活協同組合コープさっぽろ）会長
- 1996年生活協同組合市民生協コープさっぽろ名誉顧問

## エピソード
学部生時代は上原轍三郎に薫陶を受ける。論文主査は高倉新一郎。門下生に村岡範男・山田定市など。

## 叙勲
勲二等瑞宝章（1988年）

## 著書
- 『農協の現状と課題』（編著, 東洋経済新報社, 1974年）
- 『農業協同組合の研究』（北海道大学図書刊行会, 1976年）